# Anyphaenoides octodentata
Anyphaenoides octodentata là một loài nhện trong họ Anyphaenidae.
Loài này thuộc chi Anyphaenoides. Anyphaenoides octodentata được Joachim Schmidt miêu tả năm 1971.